# Jüdische Gemeinde Sinzig
Die jüdische Gemeinde Sinzig im rheinland-pfälzischen Landkreises Ahrweiler, deren Wurzeln bis ins 13. Jahrhundert zurückreichen, bestand seit dem Ende des 18. Jahrhunderts. Ab 1847 war sie Sitz des Synagogenbezirk Sinzig und gehörte ab 1925 zum Synagogenbezirk Sinzig-Remagen. Im Jahr 1942 wurden die letzten jüdischen Einwohner deportiert.

## Geschichte
Die Geschichte der Juden in der Kaiserpfalz Sinzig reicht vom 13. Jahrhundert bis zum 20. Jahrhundert. Lediglich im 16. und 17. Jahrhundert gibt es nur wenige Quellen, zu jüdischem Leben in Sinzig. In den mehr als 700 Jahren wurden die jüdischen Einwohner immer wieder Opfer von Verfolgungen. Alleine im 13. und 14. Jahrhundert wurde die jüdische Gemeinde in Sinzig dreimal durch Judenpogrome ausgelöscht. Trotzdem siedelten sich immer wieder Juden in Sinzig an. Während der Zeit des Nationalsozialismus fielen fast alle jüdischen Einwohner von Sinzig dem Holocaust zum Opfer und die Geschichte der jüdischen Gemeinde in Sinzig endete nach über 700 Jahren. Ihren Lebensunterhalt bestritten die jüdischen Einwohner zuerst im Kreditgeschäft, dass Christen zu jener Zeit verboten war. Hier bestand besonders in Weinbaugebieten ein entsprechender Bedarf, wodurch sie vereinzelt auch in den Besitzt von Weinberge kamen, wenn der Schuldner seine Verpflichtungen nicht begleichen konnte. Nachdem das Kreditgeschäft auch Christen erlaubt war, mussten die jüdischen Einwohner, denen der Zugang zum Handwerk verwehrt war, auf den Handel ausweichen, was dazu führte, dass ein Teil der jüdischen Einwohner verarmte. Erst im ersten Drittel des 19. Jahrhunderts verbesserte sich die wirtschaftliche Lage der jüdischen Einwohner infolge der preußische Gesetzgebung wieder ein wenig.

### 13. Jahrhundert
Bereits um 1096 siedelten Juden in Sinzig. Es handelte sich dabei um ursprünglich in Köln ansässige Juden, die 1096 den Schutz des Kaisers in Sinzig vor den Kreuzzüglern suchten. Bereits im 13. Jahrhundert gab es dann eine größere jüdische Gemeinde in Sinzig, die nachweislich über Beziehungen über die Region hinaus und bis nach Spanien unterhielt. 1236 machte Kaiser Friedrich II. die jüdischen Einwohner zu seinen Kammerknechten. Dass es sich bereits damals um eine nicht nur bedeutende, sondern auch vermögende jüdische Gemeinde gehandelt haben muss, belegt das Reichssteuerverzeichnis von 1241. Demnach machte der Anteil der von den Sinzigern Juden an Friedrichs Sohn König Konrad IV. geleisteten Abgaben mit 25 Kölnische Mark mehr als ein Drittel der, insgesamt von Sinzig geleisteten Abgaben, in Höhe von 70 Kölnische Mark aus. Im Jahr 1243 forderte Konrad dann von den Sinziger Juden 50 Kölnische Mark, welche gegebenenfalls unter „Anwendung von Leibeshaft erpresst“ werden sollten. Zwischen dem Jahr 1241 und dem Jahr 1244 mussten die Sinziger Juden insgesamt 95 Kölnische Mark an Konrad abführen. Im Jahr 1265 kam es dann in Sinzig zu einem ersten Judenpogrom. Am 1. Mai hatten sich die Mitglieder der jüdischen Gemeinde zu einem Gebet in der Synagoge versammelt. Sie wurden in der Synagoge eingeschlossen und diese wurde anschließend in Brand gesetzt. Dabei kamen ca. 70 Kinder, Frauen und Männer ums Leben. Auslöser war die Schändung eines Kruzifix durch einen in Sinzig predigenden Proselyten. Dieser war bereits im Dezember des Vorjahres verurteilt und hingerichtet worden. Der Umstand, dass sich unter den Toten zwei Rabbiner, drei Lehrer und drei Gelehrte befanden, ist ein weiterer Hinweis auf die Bedeutung der jüdischen Gemeinde. Im Jahr 1287 wurde in Bacherach die Leiche des 16-jährigen Werner von Oberwesel aufgefunden. Die daraufhin aufkommende Ritualmordlegende, die besagte, dass Werner von Oberwesel von Juden ermordet worden sei um an dessen Blut zu gelangen, führte im Laufe des Jahres 1287 zu einer Welle von Pogromen, von denen 20 jüdische Gemeinden vom Mittel- bis zum Niederrhein betroffen waren. In Sinzig wurden bei den Pogromen 41 Juden getötet. Alle Überlebenden des Pogroms mussten Sinzig verlassen.

### 14. Jahrhundert bis 17. Jahrhundert
Im Jahr 1300 hatten sich bereits wieder 12 jüdische Familien in Sinzig niedergelassen. Wie groß die jüdische Gemeinde zum Zeitpunkt des Beginns der Pestpogrome im Jahr 1348 war, ist nicht überliefert. Fest steht, dass die damalige jüdische Gemeinde vollständig ausgelöscht wurde. Es dauert dann fast 50 Jahre bis sich wieder Juden in Sinzig niederließen. Zu Beginn des 15. Jahrhunderts ist zumindest die Anwesenheit einer jüdischen Familie überliefert. Da ab dem ersten Drittel des 15. Jahrhunderts eine Judengasse in Sinzig genannt wird, kann davon ausgegangen werden, dass sich vermutlich mehr Juden in Sinzig aufhielten. Im 16. und 17. Jahrhundert hingegen geben die Quellen nur wenig Auskunft über jüdisches Leben in Sinzig. Dies mag im 16. Jahrhundert am großen Stadtbrand von 1583, bei dem Sinzig fast vollständig zerstört wurde, liegen und daran, dass im 17. Jahrhundert Sinzig, wie das gesamte Rheinland, fast durchgängig bis ins 18. Jahrhundert hinein, von verschiedenen Kriege betroffen war (Jülich-Klevischer Erbfolgestreit, Dreißigjähriger Krieg, Pfälzischer Erbfolgekrieg und Spanischer Erbfolgekrieg).

### 18. Jahrhundert bis 20. Jahrhundert
Ab Ende des 18. Jahrhunderts stieg die Zahl der Mitglieder der jüdischen Gemeinde an. 1847 wurde, mit Inkrafttreten des Preußischen Judengesetz, der Synagogenbezirks Sinzig gegründet, dessen Sitz die jüdische Gemeinde war. Zum Synagogenbezirk gehörten die jüdischen Einwohner von Bodendorf, Brohl, Löhndorf, Niederbreisig, Oberbreisig, Oberwinter, Remagen und Westum. Ihren Lebensunterhalt verdienten die Mitglieder der Gemeinde als Tagelöhner, Händler und Hausierer. Die Gemeinde und ihre Mitglieder verfügten nur über geringe finanzielle Mittel. Bereits in den 1870er Jahren kam es zu antisemitischen Aktionen in Sinzig, bei denen im Jahr 1877 der jüdische Friedhof geschändet wurde. Trotzdem stieg bis gegen Ende des 19. Jahrhunderts die Zahl der Gemeindemitglieder an und erreichte 1892 ihren höchsten Stand. Ab diesem Zeitpunkt kam es, wie in vielen Landgemeinden, zu Auswanderungen sowie zur Abwanderung in Folge der zunehmenden Industrialisierung in die Städte. Im Ersten Weltkrieg fielen drei Mitglieder der Gemeinde. 1925 wurde der neue Synagogenbezirk Sinzig-Remagen gegründet, dem die jüdischen Einwohner aus Westum, Löhndorf, Bodendorf, Oberwinter, Niederbreisig, Brohl und Oberbreisig angehörten. Nachdem bereits in den 1920er Jahren eine antisemitische Stimmung um sich griff, die ab 1925 durch die NS-Propaganda zusätzlich aufgeheizt wurde, wurden ab 1933, nach der Machtergreifung Adolf Hitlers, die jüdischen Einwohner immer mehr entrechtet. Zudem kam es immer wieder zu antijüdischen Aktionen, was dazu führte, dass weitere Mitglieder der jüdischen Gemeinschaft Sinzig verließen. So zählte die jüdische Gemeinde nach den Novemberpogromen 1938 noch 19 Mitglieder. 1942 wurde die verbliebenen jüdischen Einwohner auf Schloss Brohleck interniert und von hieraus nach Polen deportiert.

## Entwicklung der jüdischen Einwohnerzahl
| Jahr | Juden | Jüdische Familien | Bemerkung |
| ---- | ----- | ----------------- | --------- |
| 1265 | 60    |                   |           |
| 1300 |       | 12                |           |
| 1409 |       | 1                 |           |
| 1782 | 23    |                   |           |
| 1817 | 27    |                   |           |
| 1843 | 55    |                   |           |
| 1858 | 73    |                   |           |
| 1895 | 75    |                   |           |
| 1925 | 41    |                   |           |
| 1933 |       | 13                |           |
| 1936 | 41    |                   |           |
| 1939 | 19    |                   |           |

Quelle: alemannia-judaica.de; jüdische-gemeinden.de;; „… und dies ist die Pforte des Himmels“

## Einrichtungen

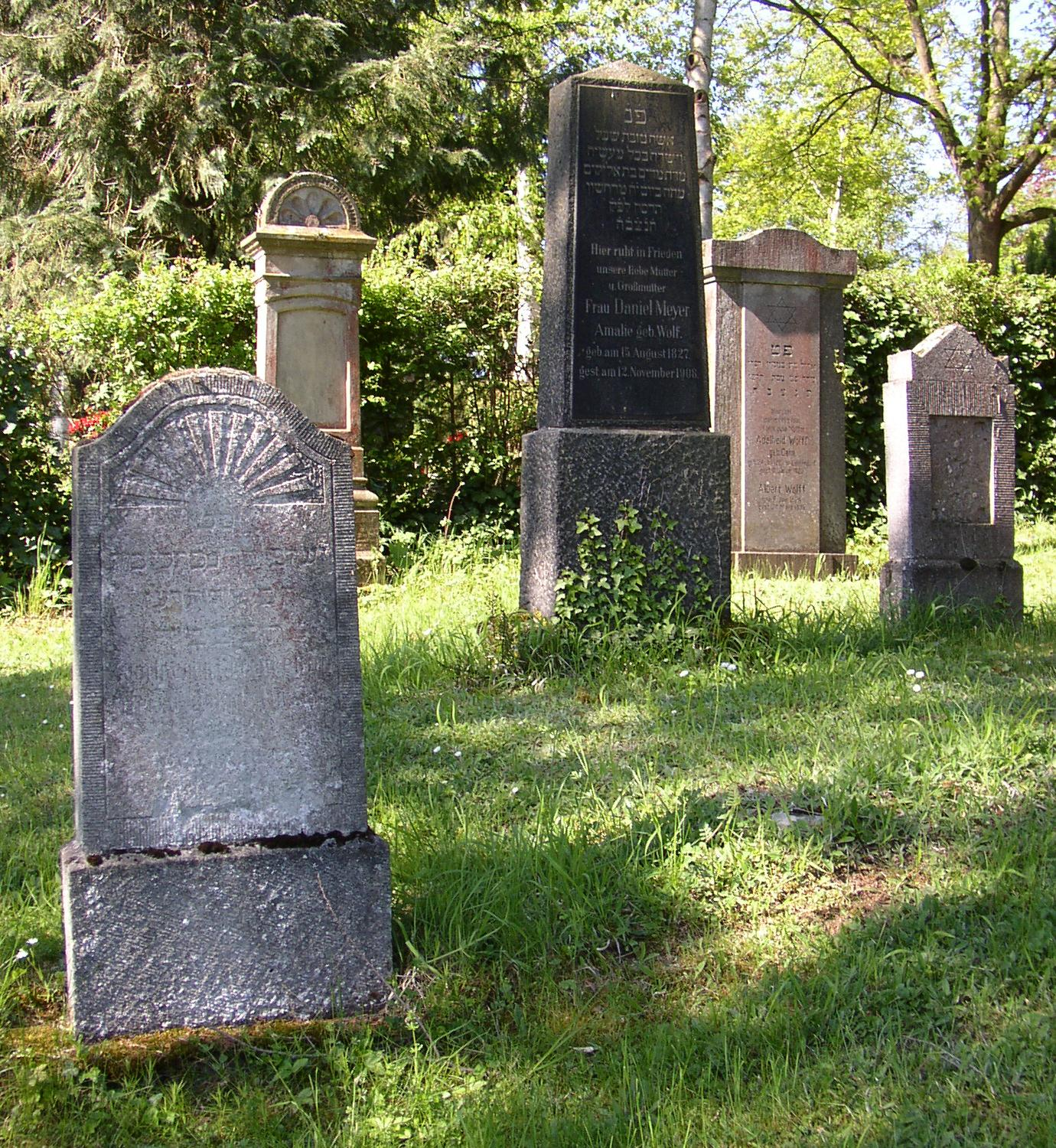
Der jüdische Friedhof von 1873

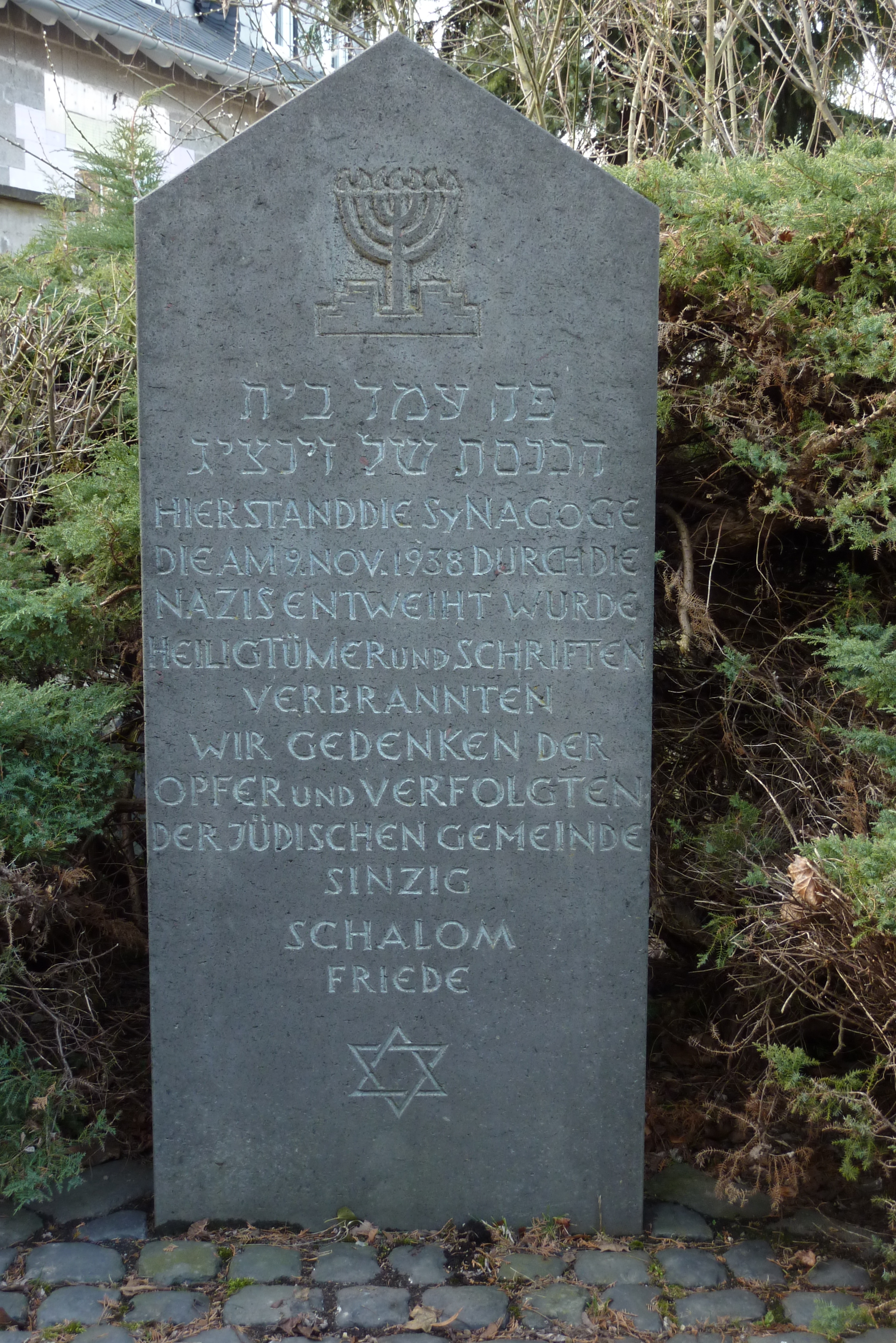
Gedenkstein für die Synagoge Sinzig

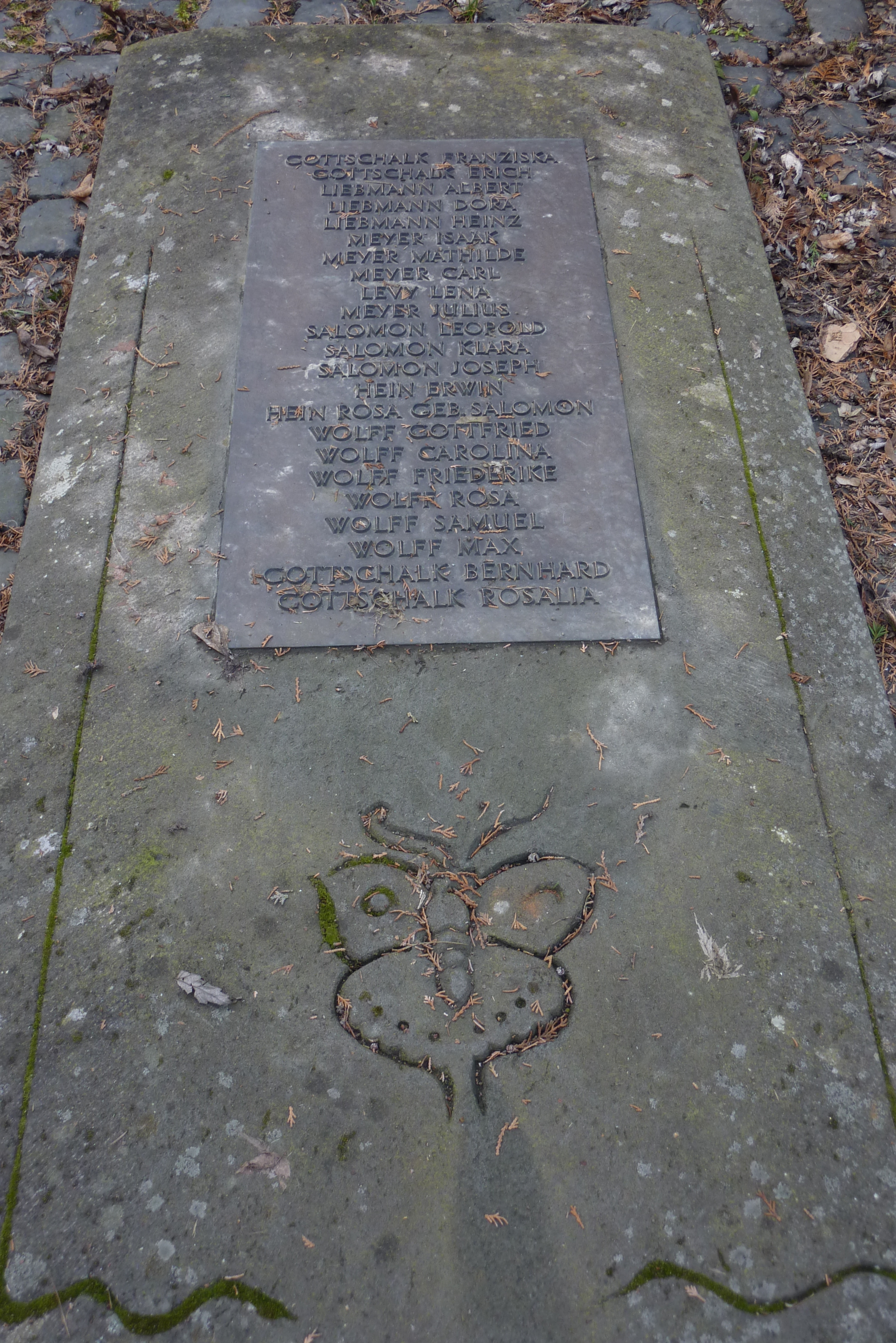
Gedenktafel für die Opfer des Holocaust

### Synagoge
Die Synagoge wurde 1867 in einem Teil der sogenannten Martelsburg in der Eulengasse errichtet. Bei den Novemberpogromen 1938 wurde die Synagoge verwüstet und die Inneneinrichtung vernichtet. Nach 1939 diente sie als Kinderhort und als Soldaten- und Flüchtlingsunterkunft. Nach dem Krieg ließ die Stadt das Gebäude verfallen. 1965 wurde es abgerissen. Heute befindet sich an der Stelle ein Parkplatz.

### Mikwe
Die Gemeinde verfügte über eine eigene Mikwe.

### Schule
Die jüdische Schule befand sich in einem Teil der Martelsburg neben der Synagoge. Es war ein Religionslehrer angestellt, der auch die Aufgaben des Vorbeters und Schochet innehatte. Stellenausschreibungen im Jahr 1861 und im Jahr 1901 lassen den Schluss zu, dass zumindest zeitweise auch ein Elementarschullehrer angestellt war.

### Friedhof
Bis der neue jüdische Friedhof Sinzig im Jahr 1873 errichtet wurde, wurden die Toten auf dem heute nicht mehr erhaltenen alten jüdischen Friedhof auf dem Mühlenberg in einem Waldstück bestattet.

## Opfer des Holocaust
Das Gedenkbuch – Opfer der Verfolgung der Juden unter der nationalsozialistischen Gewaltherrschaft 1933–1945 und die Zentrale Datenbank der Namen der Holocaustopfer von Yad Vashem führen 34 Mitglieder der jüdischen Gemeinschaft Sinzig auf (die dort geboren wurden oder zeitweise lebten), die während der Zeit des Nationalsozialismus ermordet wurden.

## Erinnerungsarbeit
Eine Erinnerungsarbeit erfolgte in Sinzig viele Jahre nicht. 1985 wurde von der Stadtratsfraktion der Grünen ein Antrag eingebracht, der die Aufstellung eines Gedenksteines forderte. Allerdings dauerte es weitere sieben Jahre bis sich der Stadtrat einigen konnte und im Jahr 1992 auf dem Parkplatz, an der Stelle, an der die Synagoge gestanden hatte, eine aus einem Gedenkstein und einer Gedenktafel bestehende Gedenkstätte eingeweiht werden konnte. Im Jahr 2017 wurde durch eine private Initiative am Straßenschild der Gudenstraße (ehemalige Judengasse, die erstmals 1435 erwähnt wurde) ein ergänzendes Straßenschilder befestigt. Die Beschriftung lautet:
Diese Straße hieß bis 1951

(mit Ausnahme von 1933 – 1945)

Judengasse
Versuche in den 1980er Jahren die Gudestraße wieder in Judengasse umzubenennen waren gescheitert. Im Januar 2019 wurde vom Stadtrat die Verlegung von insgesamt 23 Stolpersteinen in den Jahren 2021 und 2022 durch den Künstler Gunter Demnig beschlossen. Die Verlegung der ersten Stolpersteine bis zum 25. April 2021 musste wegen der COVID-19-Pandemie allerdings abgesagt werden.